# Soheir El Bably
Soheir El Bably (en arabe : سهير البابلي) est une actrice égyptienne née le 14 février 1935 à Damiette en Égypte et morte le 21 novembre 2021.

## Biographie
Après avoir terminé son école secondaire, Soheir El Bably a rejoint l'Institut des arts théâtral et de l'Institut Mousse en même temps. Elle a brillé au théâtre de nombreuses pièces de théâtre à partir de Shamshoum & Galila et Soliman el Halabi pour lancer ses premiers rôles dans Madrast El Moshaghbeen - L'école de Terrors, Nargess en plus de Raya et Sakina.